# Apepi I.
Apepi, včasih tudi Ipipi (egipčansko ipp(i), grško starogrško Ἄποφις, Apofis), z vladarskimi imeni  Neb-hepeš-Re, A-kenen-Re in A-user-Re, je bil vladar iz Petnajste egipčanske dinastije (Hiksi), ki je v Drugem vmesnem obdobju vladal v  Spodnjem Egiptu. Po Torinskem seznamu kraljev je vladal 40 let  v prvi polovici 16. stoletja pr. n. št. in preživel svojega južnega rivala Kamoza, njegovega naslednika Ahmoza I. pa ne. Čeprav je uradno vladal samo v severnem delu Egipta, je v prvem delu vladavine  vladal skoraj celemu Egiptu  in miroljubno trgoval s tebansko Sedemnajsto dinastijo na jugu. Na samem  začetku  je  morda vladal tudi Gornjemu Egiptu, potem pa je Sedemnajsta dinastija počasi širila svojo oblast proti severu in samo petnajst let po Apepijevi smrti povsem pregnala Hikse iz Egipta.
Kamoz, zadnji vladar tebanske Sedemnajste dinastije, na eni od stel Apepija omenja kot »poglavarja Retženuja« (Kanaan in Sirija), s čimer namiguje na njegovo hiško poreklo. 

## Prestolno ime
Neb-khepeš-Re (nb ḫpš rˁ), A-kenen-Re (ˁ3 ḳn n rˁ) in A-user-Re (ˁ3 wsr rˁ) so tri prestolna imena (priimki), ki jih je uporabljal Apepi v različnih obdobjih svojega vladanja. V preteklosti so bili nekateri egiptologi prepričani, da sta bila dva faraona z imenom Apepi: Auserre Apepi in Akenenre Apepi. Slednji je zdaj znan kot Hamudi, ki je Apepija I. nasledil v  Avarisu. V zgodovini Egita je bil torej samo en faraon z imenom Apepi ali Apophis.  Apepijev prvi priimek je bil Nebkepešre ali  »Re je gospodar moči«. Proti sredini svojega vladanja je privzel nov priimek Akenenre, kar pomeni »Rajeva moč je velika«. V zadnjem desetletju vladanja ali približno takrat je za svoj zadnji priimek izbral ime Auserre. Prevod zadnjih dveh imen je kljub različnemu zapisu enak. Njegovo Horovo ime Šetep-tavi  je dokazano samo dvakrat (enkrat skupaj z  A-kenen-Re).  Napisano je na daritveni tablici  in na kamnitem bloku, odkritem v Bubastisu.

## Vladanje
Apepi je si namesto gradnje lastnih spomenikov raje prisvajal spomenike prejšnjih faraonov, tako da je preko dveh sfing Amenemheta II. in dveh kipov Imiremeša napisal svoje ime. Domneva se, da si je po smrti svojega predhodnika Kiana uzurpiral njegov prestol, ker je slednji za svojega naslednika izbral svojega sina Janasija. Apepija je nasledil Hamudi, zadnji Hiks na egipčanskem prestolu.  Hikse je z  Egipta pregnal faraon Ahmoz I. in ustanovil Osemnajsto egipčansko dinastijo.
V ramzeškem obdobju je Apepi I. omenjen kot častilec Seta kot edinega boga: »Za svojega gospoda je izbral Seta in ni častil nobenega drugega božanstva, razen njega«. Set je bil bog puščave in manifestacija zla,  zato  je njegovo čaščenja pomenilo čaščenje zla.
Vprašanje, ali je vladal tudi Gornjemu Egiptu, še vedo nima popolnega odgovora. Nekaj predmetov z njegovim imenom najverjetneje izvira  iz Teb v Gornjem Egiptu. Med njimi je bodalo  njegovim imenom, kupljeno na trgu umetnin v Luksorju.  Obstaja tudi sekira neznanega porekla, na kateri se kralj naslavlja z »ljubljenec Sobeka, gospodar Sumenuja«. Sumenu je sedanji Mahamid Qibli približno  24 kilometrov južno od Teb, kjer  so v tebanski  grobnici odkrili tudi odlomek kamnite posode. Vsi omenjeni predmeti bi lahko bili tudi samo znak trgovanja z Gornjim Egiptom. Bolj problematičen je kamnit blok s faraonovim imenom, odkrit v Gebeleinu. Blok se je obravnaval kot dokaz faraonove gradbene dejavnosti v Gornjem Egiptu in hkrati dokaz za vladavino Hiksov v Gornjem Egiptu. Ker blok ni posebno velik, je veliko znanstvenikov prepričanih, da bi v Gebelein lahko prišel po plenjenju hiške prestolnice in zato ni dokaz, da so Hiksi vladali v Gornjem Egiptu.

## Družina
Znani sta Apepijevi sestri  Tani in  Zivat. Tani  je omenjena na vratih svetišča v Avarisu in na daritveni mizi (Berlin 22487).  Zivat je omenjana na posodi, najdeni v Španiji.
Princ Apepi, omenjen na pečatu (zdaj v Berlinu), je bil zelo verjetno njegov sin. Apepi je imel tudi hčerko Herit. Njeno vazo so odkrili v grobnici v Tebah. Na Herit se včasih gleda kot na hčerko faraona Amenhotepa I., kar bi lahko pomenilo, da je bila poročena s tebanskim kraljem.  Vaza bi seveda lahko bila tudi del plena iz Avarisa po dokončni zmagi Amhoza I. nad Hiksi.